# Naft Teheran
Der Naft Tehran Football Club ist ein iranischer Fußballklub mit Sitz in der Hauptstadt Teheran.

## Geschichte

### Anfänge
Der Klub wurde am 23. August 1971 von der National Iranian Oil Company gegründet und spielte im Vorfeld der islamischen Revolution in der Teheran Province League. Ab den frühen 2000er Jahren taucht der Klub dann wieder in höheren Spielklassen auf und spätestens ab der Saison 2005/06 spielte er in der vierthöchsten Spielklasse eine Rolle. Nach einer Playoff-Phase gelingt dem Klub im Anschluss an die Saison der Aufstieg in die dritthöchste Spielklasse des Landes. Hier verbleibt der Klub dann auch erst einmal über ein paar Spielzeiten. In der Saison 2008/09 gelingt mit einem ersten Platz in ihrer Gruppe dann die Teilnahme an den Playoffs, in welchen sie sich am Ende für einen Aufstiegsplatz qualifizieren können.

### Steiler Aufstieg und Champions League
Zur Saison 2009/10 steigt der Klub somit erstmals in die zweitklassige Azadegan League auf. Die erste Saison hier läuft gleich sehr gut ab und mit 49 Punkten sichert man sich am Ende als erster seiner Gruppe erneut einen direkten Aufstiegsplatz. Zur Saison 2010/11 spielt der Klub somit erstmals in der erstklassigen Persian Gulf Pro League, womit dem 13. Platz auch der Klassenerhalt erreicht, wird. In den nächsten Jahren erreicht der Klub stets die oberen Tabellenplätze und nach der Saison 2013/14 sogar den dritten Platz, womit man an der Qualifikation für die Champions League 2015 teilnehmen darf.
Nach einem 1:0-Sieg über den katarischen Klub al-Jaish gelingt der Mannschaft dann auch der Einzug in die Gruppenphase. In der Gruppe B, reicht es mit acht Punkten auf dem zweiten Platz dann auch für die nächste Finalrunde. Im Achtelfinale trifft man hier auf al-Ahli aus Saudi-Arabien, welches man nach Hin- und Rückspiel dank der Auswärtstorregel am Ende mit 2:2 besiegen kann. Beim Viertelfinale, erreicht man jedoch nach Hin- und Rückspiel gegen al-Ahli aus Dubai nur noch eine 1:3-Niederlage und scheidet somit aus dem Turnier aus.
Nach einem weiteren dritten Platz in der Folgesaison gelingt schon erneut die Teilnahme an der Qualifikation für die Champions League 2016. Erneut geht es hier gegen al-Jaish, diesmal setzt es aber eine 0:2-Niederlage und eine erneute Qualifikation für die Gruppenphase gelang dem Team nicht.

### Abgang und Auflösung
Nachdem einige Spieler den Klub verlassen hatten, sank die Leistung des Klubs und eine erneute Qualifikation für einen internationalen Wettbewerb gelang nach der Saison 2015/16 nicht mehr. Mit jeder Saison nahm der Tabellenplatz am Ende nun ab und schlussendlich musste man mit 24 Punkten als Vorletzter der Saison 2017/18 wieder absteigen. Dort trat der Klub in der kommenden Saison aber nicht mehr an, weil Ende Oktober aus finanziellen Gründen, nach und nach der komplette Kader und die Mitarbeiter entlassen wurde, kam es schlussendlich zur Auflösung des bestehenden Spielbetriebs.

### Nachfolger
Als Nachfolgeteam formierte sich der Klub unter dem Namen Naft Iranian Teheran. Dieser trat als Absteiger aus der durch Strafversetzung in die dritthöchste Spielklasse noch einmal abgestiegenen Vorgänger, jetzt in der vierten Spielklasse an. Hier startete der Klub in der zweiten Runde der Saison 2018/19 und musste mit 12 Punkten zur Folgesaison nun in der ersten Runde einsteigen. Nach der Saison 2020/21 qualifiziert sich das Team dann als erster seiner Gruppe, erstmals für die zweite Runde. Dort verpasst man mit 29 Punkten aber nur knapp einen Playoff-Platz. In der Saison 2022/21 taucht der Klub hier in der Tabelle aber nicht mehr auf.